# São Gonçalo do Sapucaí (kommun)
São Gonçalo do Sapucaí är en kommun i Brasilien.   Den ligger i delstaten Minas Gerais, i den sydöstra delen av landet, 700 km söder om huvudstaden Brasília. Antalet invånare är 23 909.
Följande samhällen finns i São Gonçalo do Sapucaí:
- São Gonçalo do Sapucaí

Omgivningarna runt São Gonçalo do Sapucaí är huvudsakligen savann. Runt São Gonçalo do Sapucaí är det ganska tätbefolkat, med 56 invånare per kvadratkilometer.